# الزيلة (السدة)

تعديل مصدري - تعديل

الزيلة محلة تابعة لقرية نقيل البياض، التابعة لعزلة الاعماس بمديرية السدة إحدى مديريات محافظة إب في الجمهورية اليمنية.، بلغ تعداد سكانها 54 حسب تعداد اليمن لعام 2004.